# Garzonház
Az ún. Garzonház Budapest VII. kerülete egyik nevezetes társasháza a Damjanich és a Bajza utca sarkán, a Budapest-Fasori Evangélikus Gimnázium egykori teniszpályái helyén.

## Története
Az OTP különleges, az 1930-as évekből átvett nyugat-európai modell alapján kidolgozott lakáspolitikai kísérleteinek egyike volt a Garzonház. Németországban ezekkel a „lakókombinátokkal” próbálták meg kiváltani a szoba-konyhás, közös vécés munkás- és bérlakásokat; nálunk a lakáshiányos, és nyomasztóan társbérletes időkben pedig olyan fiatal, gyermektelen, tehetősebb házasoknak és egyedülállóknak épült 1970-ben ez a nyolcemeletes, 150 kisméretű öröklakásos ház, akik közös életük elején álltak, s akik – mint egy óceánjáró fedélzetén – minden akkoriban fontos szolgáltatást helyben, házon belül szerettek volna megkapni. Innen származik a „boarding house” elnevezés, amellyel a Garzonház eladó lakásait hirdették.

## Felépítése
Az épület földszintjén ennek megfelelően volt központi társalgó – de volt belőle emeletenként is egy –, tévészoba nagyképernyős, fekete-fehér készülékkel (a kezelőgombjait lakattal zárt vaskazetta védte a babrálóktól, a doboz kulcsa a recepción volt). Működött zeneszoba és könyvkölcsönző, ahol a lakók egymást váltva, hetente kétszer adtak ügyeletet, hogy cseréljék a kiolvasott könyveket.
Volt a földszinten étterem, cukrászda, bérmosoda (Patyolat), a sarkon egy kis OTP-fiók, ahol lottót is árultak, a pincében mosógéppel, centrifugával felszerelt mosókonyha és szárítóhelyiség, a tetőn pedig napozóterasz, nyugágyakkal, öltözővel és zuhanykabinnal. A ház Városligeti fasor felőli oldalán kerthelyiség működött, ahol késő tavasztól őszig bokszokban ebédelhettek-vacsorázhattak a vendégek, a középen lévő, mázas cementlapokkal burkolt „táncparkett” körül. A zenét az étterem együttese szolgáltatta; hol dzsesszt, hol divatos slágereket játszottak, de mindig minőséget. Emellett minden emeleten volt egy telefonkészülék, amelyikről ugyan csak a ház portáját lehetett hívni, de a portás leadta a rendelést az étteremnek, hívott taxit, mentőt. S végül minden emeleten volt egy lakás, amelyet eredetileg az ügyeletes nővér szobájának szántak, de kezdetben azok az emeleti pincérek kaptak bennük helyet, aki az étteremből ételliften érkező fogásokat vitték ki a megrendelő lakásához. ….

## Lakói
Az első beköltözők között volt Ruttkai Éva, a párizsi Foch sugárút 78. alatt lakó pénzügyi zseni, André Kosztolanyi, aztán Payer András, a Csűrös Karola és Horváth Ádám (rendező) házaspár, Toldy Mária, később pedig Halmai Gábor (jogász), Orosz Pál (labdarúgó), Szendrő József, Péchy Blanka, Latinovits Zoltán, Harangozó Teri, Zalatnay Sarolta és sok más ismert személy. A házirend szerint a lakások egyedülálló személyek és gyermektelen házaspárok számára épültek, akik beköltözéskor vállalták, ha családi körülményeik úgy változnak, hogy gyermekük születik, lehetőséget keresnek arra, hogy elköltözzenek. A ház alapokmányából persze az sem maradt ki, hogy a lakók „a szocialista együttélés szabályainak megfelelően kötelesek a Házirendhez alkalmazkodni, annak előírásait betartani.” Olykor nem volt konfliktusmentes a dolog. Korda ugatós kutyája miatt volt népszerűtlen a lakók között, Latinovits pedig azért, mert nemigen tűrt meg maga mellett más utast a liftben.

Ruttkai Éva 1973-ban
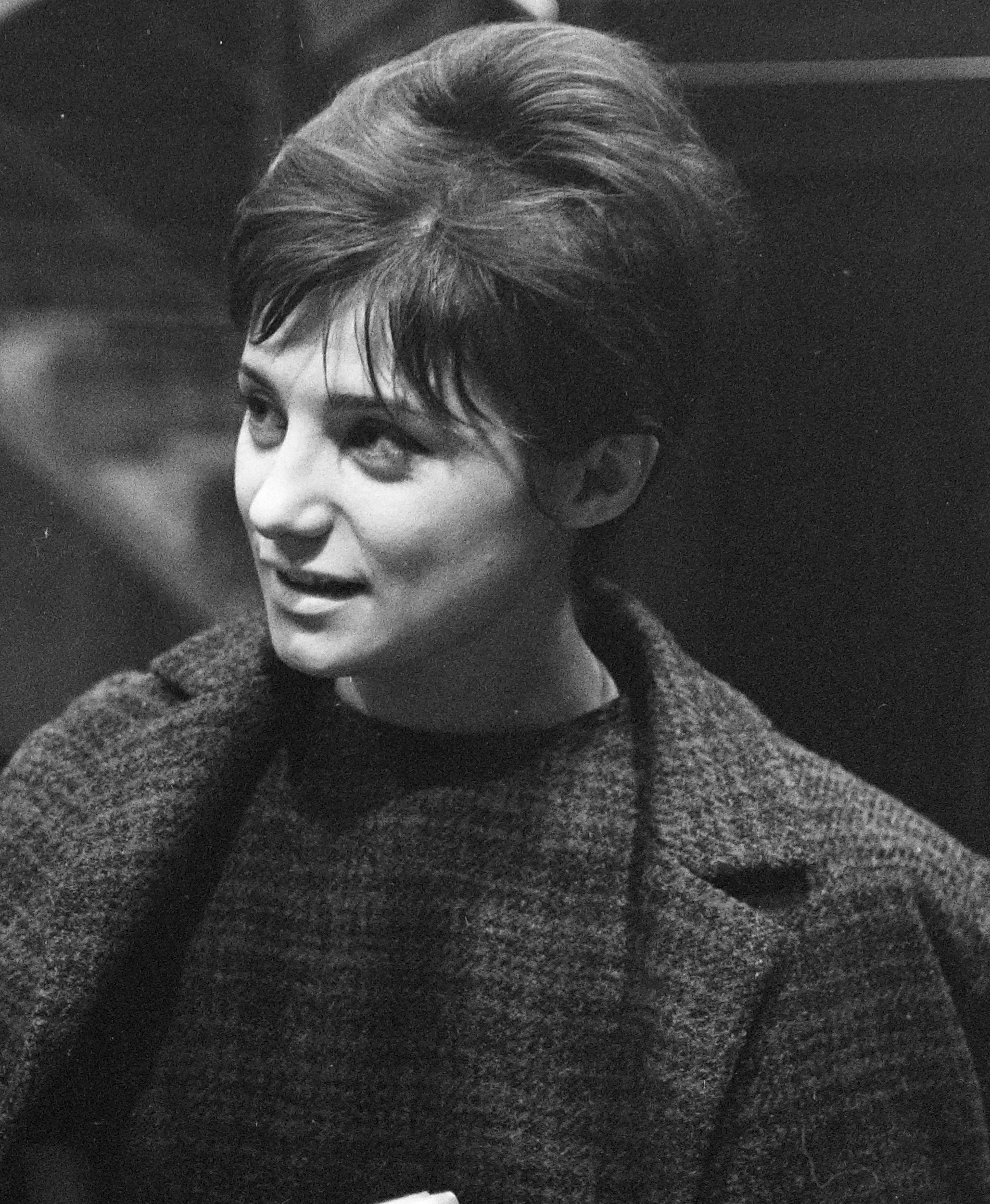
Csűrös Karola 1963-ban
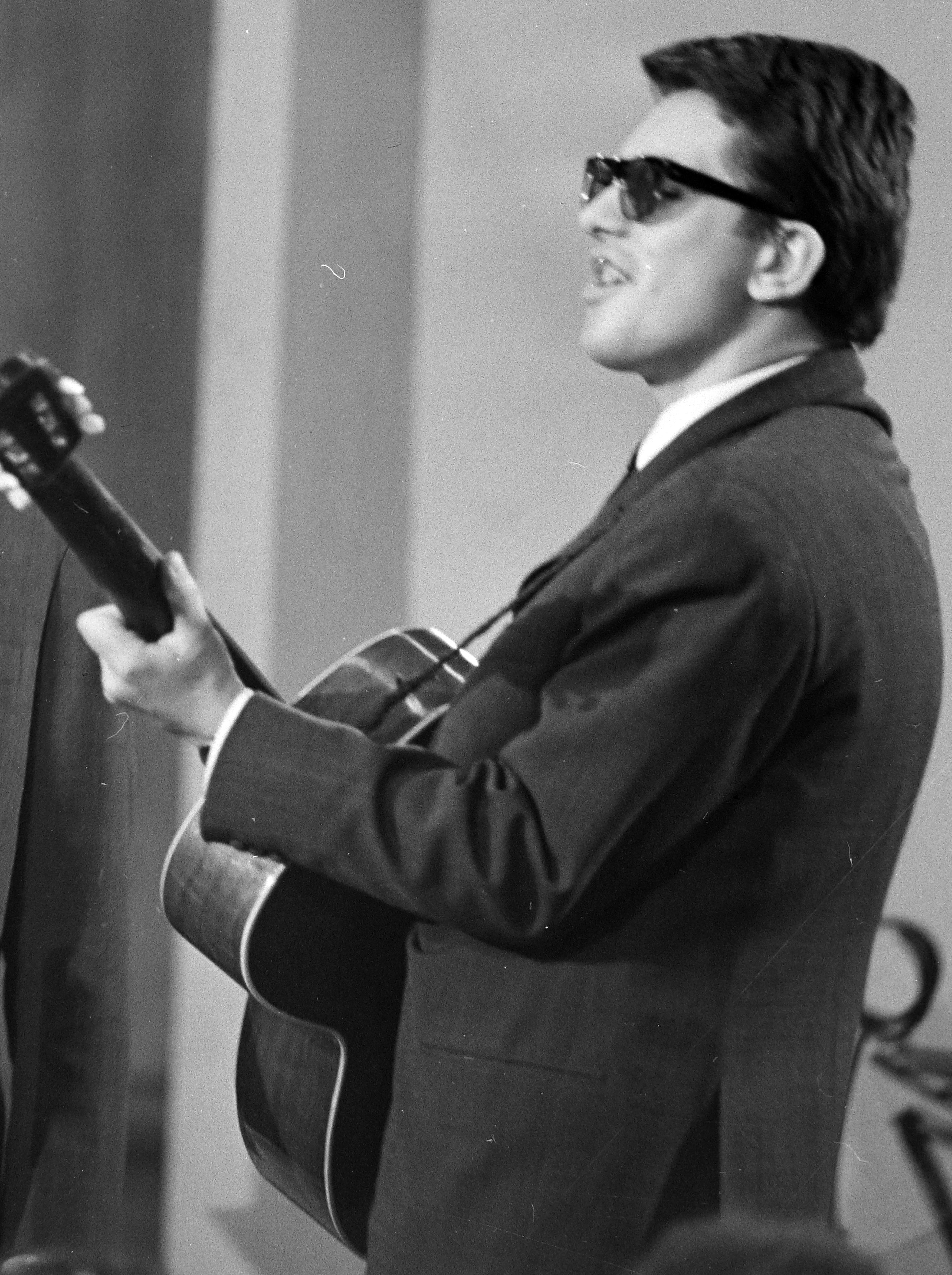
Payer András 1964-ben
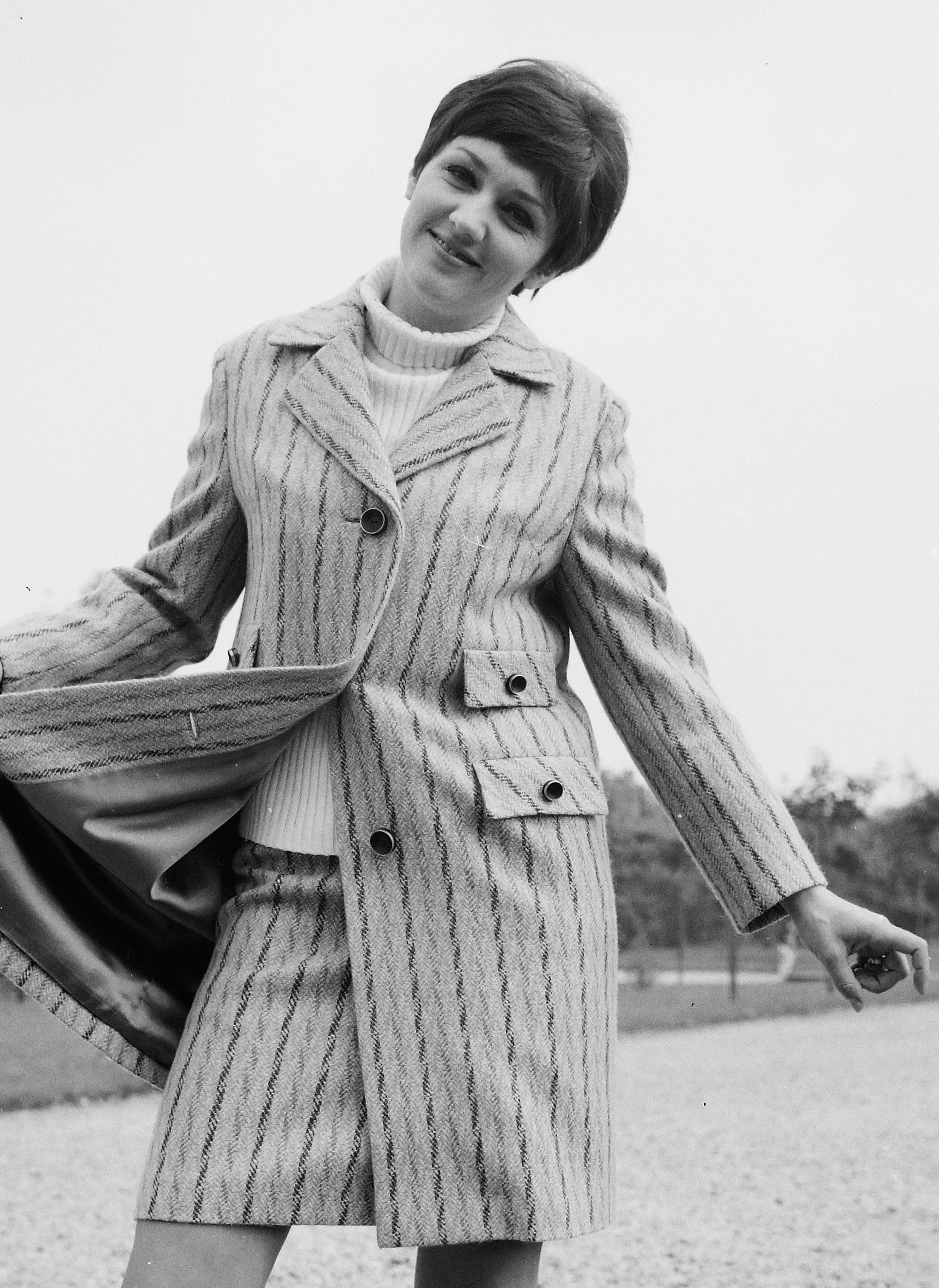
Toldy Mária 1969-ben
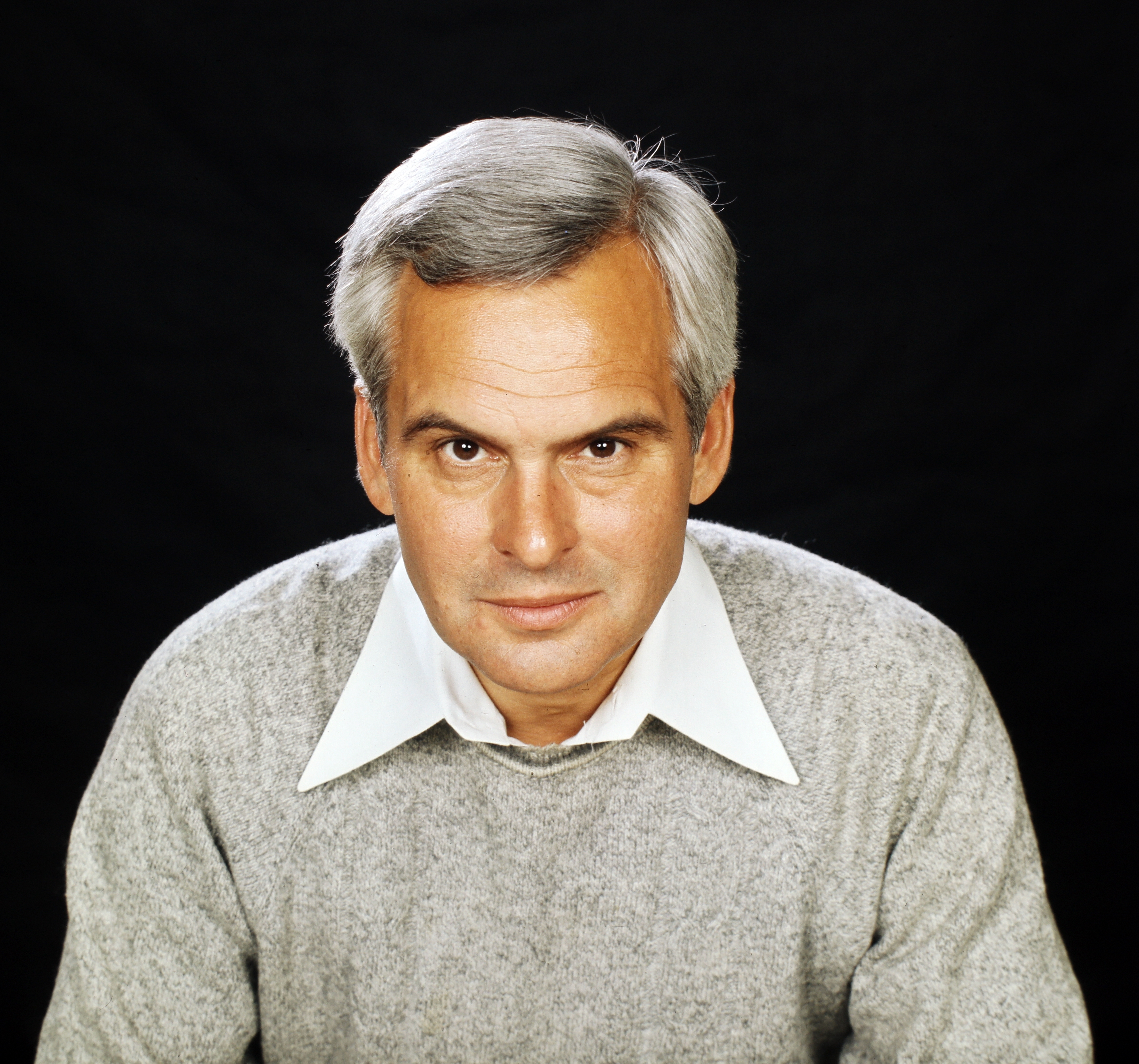
Latinovits Zoltán, 1975
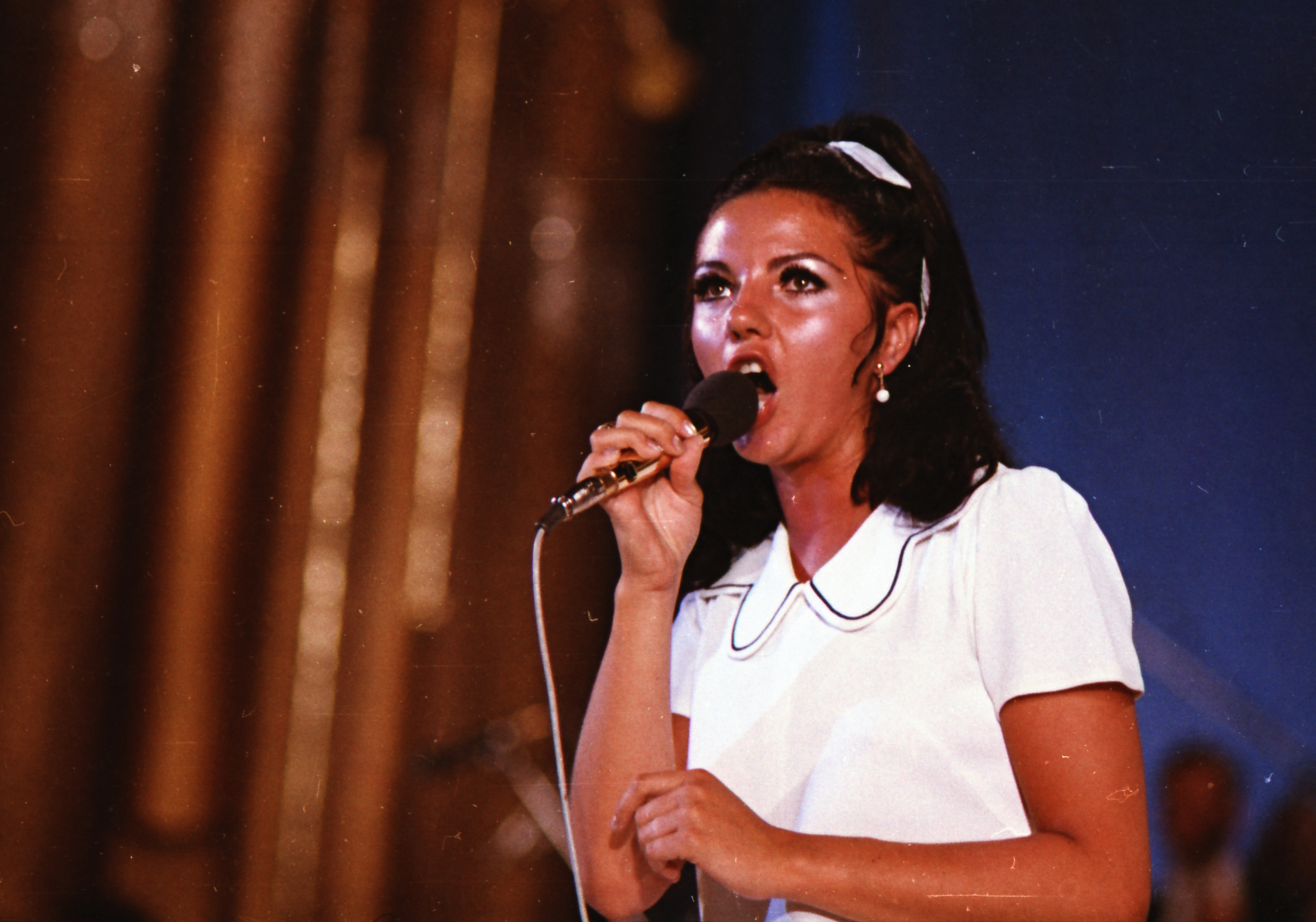
Zalatnay Sarolta, 1970